# Хожув-Стары
Хожув-Стары (пол. Chorzów Stary) — узловая железнодорожная станция в городе Хожув (расположенная в дзельнице Хожув Стары), в Силезском воеводстве Польши. Имеет 2 платформы и 2 пути.
Станция построена в 1868 году, когда эта территория была в составе Королевства Пруссия.